# 坊っちゃん劇場
坊っちゃん劇場（ぼっちゃんげきじょう）は、愛媛県東温市の複合商業施設「レスパスシティ」内に所在する劇場。
レスパスシティの運営会社の親会社「愛媛飼料産業株式会社」が、秋田県の劇団「わらび座」との共同出資で設立したものである。
四国・瀬戸内海の歴史・伝統文化・偉人をテーマとした自主制作のオリジナル作品を制作し、年間を通して上演している日本で唯一の地域拠点型劇場である。上演回数は年間約250回に及ぶ。
劇場名は愛媛を舞台とした夏目漱石の小説『坊っちゃん』に由来している。「坊ちゃん劇場」ではなく、促音を表記して「坊っちゃん劇場」とするのが正式な表記である。

## 特徴・コンセプト
- 2007年、地元のオーディションで選ばれた、50歳以上の[2]素人中高年だけで構成する劇団「完熟『一「地域文化の発信」期座（いちござ）』」を設立。

- 教育・文化・芸術・観光・地域交流の場としての劇場
- 四国、瀬戸内の歴史・伝統文化・偉人を舞台芸術で表現する劇場
- 次代を担う子どもたちの情操教育の場としての劇場
- 産官学民連携による地域創造のシンボルとしての劇場
- 現代日本を代表する劇作家・演出家・作曲家・舞台芸術家と協創する劇場
- 優れた作品の創造・発信で愛媛県の文化特使を目指す劇場

## 施設概要
- 開業日:2006年4月22日
- 運営母体

株式会社ジョイ･アート（2006年～2023年）：わらび座と愛媛飼料産業との共同出資会社。
一般社団法人坊っちゃん劇場（2023年～）：2023年3月に新規設立したものであり、劇場運営を当該法人に分離する。
- 名誉館長:ジェームス三木
- 所在地:愛媛県東温市見奈良1125番地レスパスシティ内
- ステージ規模･･･幅:14.5m　奥行:11m
- 客席:452席
- 総工費:約6億円

ネーミングライツ
2023年10月30日付けで、劇場のネーミングライツ取得契約により、2023年10月1日から2026年9月30日までの正式名称が「Great Sign坊っちゃん劇場」となる。
スポンサー企業は、クラウド型電⼦契約サービスを提供する東京のIT企業「株式会社TREASURY」であり、代表取締役が八幡浜市出身だった縁で実現した。
８K映像の上映
　　高精細８Ｋ映像を活用した上映会をはじめ、各種８Ｋ映像コンテンツ制作や配信事業なども手がけている。

## 上演作品
全て題材は四国・瀬戸内に関連するものである。
なお、劇場ホームページに記載されていない各出演者の兼役は省略。
第1弾　ミュージカル『坊っちゃん！』
- 脚本・演出/ジェームス三木
- 上演期間 2006年4月22日～2007年3月25日
- キャスト

坊っちゃん－安達和平→三重野葵
マドンナ－椿千代→若松ゆえ
校長・おキヨ－近藤真行→荒川洋
赤シャツ(教頭)－大和田正人
山嵐（堀田）－千葉真琴→中山城治
うらなり（古賀）－高野絹也→平野進一→高野絹也
野だいこ(吉川)・生徒－西村康信→宮本昌明
生徒－土井暢一郎
生徒－青木良太(俳優)
生徒－上野智之→酒井源司→川人絵美(芸者役も兼任)
生徒・芸者－村田恵
生徒・芸者－西口直見
生徒・芸者－後藤歩(女優)

第2弾　ミュージカルコメディ『吾が輩は狸である』
- 脚本・演出/是枝正彦
- 振付/尚すみれ
- 上演期間 2007年4月～2008年3月
- キャスト

ロミ丸－安達和平
ジュリ絵－丸山有子→黒田ふみ→丸山有子→黒田ふみ
ドロ兵衛－中山城治→泉拓允→上條恒→留守晃→泉拓允
ノボ－宮本昌明／青木良太(Wキャスト)
ベンベエ－近藤誠二
メリタン－後藤歩／西口直見(Wキャスト)→窪寺杏
狂犬龍二－荒川洋→和田覚
ジュリ絵の母－加藤富子
お袖狸－守屋利香
禿狸－土井暢一郎
八州狸－村田恵(2007年7月末まで)
正安寺狸－後藤歩(2007年8月から)
毘沙門狸－西口直見(2007年8月から)

第3弾　ミュージカル『龍馬！』
- 脚本・演出/ジェームス三木
- 振付/尚すみれ
- 上演期間 2008年3月22日～2009年3月16日
- キャスト

坂本龍馬－石山毅／上野哲也 (俳優)(前半はWキャスト、後半は上野が単独で演じた)
おりょう－若松ゆえ
西郷隆盛－渡辺哲(わらび座)
中岡慎太郎・今井信郎－近藤誠二／柳原悠二郎(Wキャスト)
岩倉具視・佐々木只三郎－加藤隆(俳優)／石山毅(前半はWキャスト)→中山城治(後半は中山が単独で演じた)
三吉慎蔵－武田岳士／加藤隆(前半はWキャスト、後半は加藤が単独で演じた)
見廻組 桜井－武田岳士／上野哲也(前半はWキャスト、後半は武田が単独で演じた)
見廻組 高橋－平野淳(俳優)
お登勢－阿部佐和子
千葉佐那－吉国瞳→村田恵
お照－秋山聡子／福地まどか(Wキャスト)
※2008年11月1日、11月2日、11月8日、11月9日の4日間、高知市文化プラザかるぽーと大ホールにて高知公演が行われた。
第4弾　ミュージカル『鶴姫伝説～瀬戸内のジャンヌダルク』
- 作・作詞/高橋知伽江
- 作曲/深沢桂子
- 演出/栗城宏(わらび座)
- 編曲/玉麻尚一
- 振付/尚すみれ
- 上演期間2009年4月4日～2010年3月14日
- キャスト

鶴姫－碓井涼子
クロタカ－柳瀬亮輔→森雄基(俳優)→神敏将
カモメ－古関梓紀
龍神－丸山有子→遠藤浩子→丸山有子
妙林－加藤富子→藤京子→加藤富子
大祝安舎－笹岡文雄
越智安房－柳原悠二郎
大内義隆－中山城治
陶晴賢－近藤誠二
光茂－和田覚
宗昭－平野淳
島の女ハル他－権田奈穂
島の女アキ他－福地まどか→寺本かのこ

第5弾　ミュージカル『正岡子規~明治を駆け抜けた男たち』
死神たちが手を焼いている。とっくに寿命がつきているのに、十七文字のまじないを唱え、したたかに生きる男！その男の名は正岡子規。なぜこの男はこれほど生命力があるのか。そのまじないに何か秘密があるに違いない。死神と手下たちは謎を探り始める・・・。
病という運命に立ち向かい、時代と青春を謳歌した子規。
その熱い人間模様 —友情の絆、家族の愛— の中で、子規が見ようとしたものは・・・
- 脚本・演出/ジェームス三木
- 上演期間 2010年4月3日～2011年3月13日
- キャスト

正岡子規－近藤真行
子規の妹・律－若松ゆえ→吉田葵
死神－渡辺哲→中山城治
夏目漱石・松尾芭蕉－黒木友宜
子規の母・八重－加藤富子
高浜虚子－柳原悠二郎
河東碧梧桐－平野淳
伊藤左千夫－近藤誠二
長塚節－三原玄也→保坂淳也
死神の手下（卒中）－秋山聡子
死神の手下（臨終）－吉田葵→寺本かのこ
死神の手下（永眠）－水野杏奈→川人絵美

第6弾　ミュージカル『誓いのコイン~ロシア兵をもてなした松山~』
西洋列強の利害がうずまき、日本とロシアが激突する中、人として心通わせるロシア人捕虜ニコライと篤志看護婦サチ。紡がれた心を引き裂く戦争、そして革命の嵐。2人は1枚のコインに願いを込め、お城の泉に投げ込んだ。ロシア兵をもてなした松山人は心の国境を越えられるのか！？日露戦争時下の明治37年。日本初の捕虜収容所が松山に作られ、多くの負傷したロシア兵を迎えることになった。
篤志看護婦のサチは、目に傷を負った青年将校ニコライと出会い、必死で励まそうとする。血みどろの対立を深める日本とロシア---。心の中にそびえる国境に隔たれながら、惹かれあうニコライとサチ。愛と青春の物語が城下町に息づく。
- 平成22年1月に松山城二之丸の井戸から、ロシア人俘虜と松山の日本赤十字社の看護婦の名前が刻まれたロシアの10ルーブル金貨が発見されたことが題材
- 作・作詞/高橋知伽江
- 演出/栗城宏（わらび座）
- 作曲/深沢桂子
- 振付/尚すみれ
- 上演期間 坊っちゃん劇場公演：2011年4月9日～2012年3月、ロシア公演：2012年9月12日～2012年9月21日
- キャスト

ニコライ－四宮貴久→高舛裕一(ロシア公演では四宮が演じた。)
田島サチ・浅岡マキ－吉田葵／滝香織→佐伯静香 (前半は滝・吉田、後半は佐伯・吉田、ロシア公演は滝・佐伯のWキャスト。公演ごとに田島・浅岡役が入れ替わっていた。)
レオーノフ－中山城治
田島ミチ－加藤富子
高杉トシ－飯野裕子→山下清美(ロシア公演では山下が演じた。)
石浦宗介大尉－柳原悠二郎
アンドレイ－佐藤靖朗→平野淳(ロシア公演では佐藤が演じた。)
ピョートル－平野淳→保坂淳也(ロシア公演では平野が演じた。)
セルゲイ－近藤誠二
ボリス－宇高海渡
本城ヤエ－秋山聡子(ロシア公演では鳥潟知沙が代演した。)
石川ソノ－熊坂理恵子

第7弾　ミュージカル『幕末ガール~ドクトル☆おイネ物語~』
明治26年、一艘の蒸気船が宇和島を目指して最後の航海に出る。一人の老婆と、会津の若夫婦・若き航海   士、沢山の人生の旅立ちを乗せて。老婆の名は、楠本イネ。父をフォン・シーボルト、母を花魁のタキにもち、長崎に生まれたおイネは幼くして、「自分は皆と同じではない」と悟る。「誰の世話にもならず生きてやる！」と学問の道を目指し、父の弟子・四国伊予の卯之町の医者・二宮敬作の元に。出産で命を落とす女達の苦しみを前に、「赤子を助けたい！」と産科女医への道を歩みだす。異人の子・女である事、大きく立ちはだかる幕末の時代の壁を突き破って、産科女医の道を務め究めていくおイネの人生を、船旅の事件に立ち向かう老イネの人生と重ねて、重ねパワフルに描く。
- フィリップ・フランツ・フォン・シーボルトの娘楠本イネが主人公
- 作・作詞・演出/横内謙介
- 作曲/深沢桂子
- 振付/ラッキィ池田・彩木エリ
- 上演期間 2012年4月14日～2013年3月17日
- キャスト

楠本イネ－五十嵐可絵
楠本伊篤(イネ)－戸谷友
村田蔵六・海野太一郎－神敏将→戎本みろ
二宮敬作－中山城治
たき・イワ－加藤富子
定之助－四宮貴久→柳原悠二郎
三吉－岩本達郎
役侍 近藤吉治朗・他－近藤誠二
役人 永井重之丞・他－柳原悠二郎→橋本好弘
船員吉岡・他－甲斐祐次
大工海蔵・他－宇高海渡→山田宗一郎
おつる・オシズ－鳥潟知沙
女給トキ・他－保可南→箕輪菜穂江

第8弾　奇想天外☆歌舞音曲劇(みゅ～じかる)『げんない』
時は江戸時代の中頃、場所は江戸両国の見せ物小屋。
高松・志度浦が生んだ希代の天才・平賀源内は世界でも珍しい電気発生器エレキテルを完成させたものの、生み出す火花は何の役にも立たず、書生の吉次郎（後の司馬江漢）、弟子の絵師・小野直武（秋田でスカウトしてきた）らとともに、エレキテルショウを始めて稼ぐことにした。
かつて源内の語った夢に導かれて「解体新書 」翻訳の偉業を為し遂げた蘭学者・杉田玄白は馬鹿げた見世物をやめるように説得するが、未だ見果てぬ夢を追う源内の耳には届かない。
そんな見世物小屋に、吉原に売られた娘・お千世が逃げ込んでくる。吉次郎たちの自由奔放な生き様に触れ、やがて自分も夢を見始める。
だが時は江戸時代。庶民が夢見ることを許される時代ではなかった…。
- 平賀源内が主人公
- 作・作詞・演出/横内謙介
- 作曲/深沢桂子
- 振付/ラッキィ池田・彩木エリ
- 殺陣/大岩主弥(役者兼任)
- 上演期間 2013年4月13日～2014年3月16日
- キャスト

平賀源内－神敏将→宮川浩
吉次郎(後の司馬江漢)－大沢健→丸川敬之→大沢健→丸川敬之
お千代－鈴木潤子
杉田玄白－森一馬
お蝶－加藤富子
屁乃花咲太郎・越前屋－近藤誠二
田沼意次・鬼蔵－柳原悠二郎
小野田直武－海老沼良和
かん平・権太夫－瀧田和彦
浪花屋・金太－大岩主弥→岩本達郎
クリ坊・うなぎ屋－藤井凛太郎
お三毛－白石悠佳
お寅－小林可奈
※2013年9月10日～21日にアルファあなぶきホール(現：レクザムホール)小ホールにて香川公演が行われた。
第9弾　道後温泉本館改築120周年記念作品　ミュージカル『道後湯の里~夢を実現させた男、伊佐庭如矢ものがたり~』
時は明治23年。ところは道後湯の町。道後温泉岩風呂では、地元の有力者たちが、まさに裸の論争！！この養生湯を建て替えるらしい。 　
建設費は？入場料をとる？今まで無料だったこの湯から？なんと言いだしっぺは町長「伊佐庭如矢」。
その新任町長さん、「議員たちと」一緒になんと、養生湯。一の湯。二の湯。三の湯。次々と建て替えるそうだ。 そして最後には本館の改築までやると意気込んでいる。総工費13マン！！町は潰れるぞなもし・・・反対。反対。猛反対！！
反対派は宝厳寺に立てこもり大騒ぎ。なんと筵旗、竹やりで町を練り歩く始末。だが如矢にはみえていた。100年後の道後の繁栄が・・・。 挫けそうになる如矢を支える妻の射狭との夫婦愛。教え子新之助と雛菊の叶わぬ恋。新之助を密かに慕う如矢の孫娘、小春。
舞台を華やかに彩る芸者たち。明治という時代を駆け抜けた庶民の夢と情熱。
坊っちゃん劇場名誉館長ジェームス三木氏が描く、笑と涙の人情ミュージカル「道後湯の里」ご期待ください！！
- 道後温泉本館を現在のように改築した道後湯之町初代町長伊佐庭如矢が主人公
- 作・作詞/ジェームス三木
- 演出－栗城宏（わらび座）
- 上演期間 2014年4月11日～2014年11月14日
- キャスト

伊佐庭如矢－西村仁
射狭（如矢の妻）－加藤富子
富田喜平－中山城治
雛菊－椿千代→蓮見のりこ
稲葉新之助－佐藤靖朗
蜂須賀兵蔵－中村元紀
橘欣也－近藤誠二
和田織太郎－渡辺輝世美
鮒田市蔵－鷲見亮
小春（如矢の孫娘）/芸者・豆奴－菅野真以／泉鮎子(Wキャスト)
芸者・桃太郎－駒野谷咲子
芸者・ぼたん－箕輪菜穂江

第10弾　(再演)　瀬戸内海国立公園80周年記念作品・しまなみ海道15周年記念ミュージカル『鶴姫伝説~瀬戸内のジャンヌダルク~』
物語は今から約440年前の戦国時代。
主人公の鶴姫は、しまなみ海道の大三島に鎮座する日本総鎮守大山祇神社大宮司・大祝安用の娘としてすくすくと育っていた。が、世は天下争乱の時代。周防（現在の山口県）の大内氏が勢力を広げ、瀬戸内海の制覇に乗り出してきた。
大祝氏は代々神職として、伊予を治める河野氏や来島氏に支えられていたが、大三島が侵略されそうになると、一族の代表者を統括者として出陣。鶴姫の次兄安房は、大内軍を撤退させたが、討死したため、17歳の鶴姫が一族を率いて戦場に……。
瀬戸内海の平和を守ることを大山祇神社の守護神の龍神から託される鶴姫だったが、戦いが憎しみを生み、憎しみが憎しみを重ねる世の中に迷い、苦しむ。
「誰かがこの連鎖を断ち切らなければ……」。
鶴姫を心から愛し、命を捧げる若い海将クロタカ。女として鶴姫の気持ちを知り、窮地を救おうとする幼なじみのカモメ。恋と友情と一族の運命が交錯する中、平和を願う鶴姫が取った決断は……！？
- 作・作詞/高橋知伽江
- 作曲/深沢桂子
- 演出/栗城宏（わらび座）
- 上演期間 2014年11月24日～2016年1月4日
- キャスト

鶴姫－塩月綾香→碓井涼子※2009年版と同キャスト→塩月綾香
クロタカ－四宮貴久→柳瀬亮輔※2009年版と同キャスト→村井成仁
カモメ－吉田葵
龍神－中野祥子→丸山有子※2009年版と同キャスト→中野祥子
妙林－加藤富子※2009年版と同キャスト。
大祝安舎－村中弘和
越智安房－三原玄也
大内義隆－中山城治※2009年版と同キャスト。
陶晴賢－上島一希→常川藍里
光茂－渡辺輝世美
宗昭－篠藤煌太
島の女ハル他－駒野谷咲子(この作品を持って役者を引退。)→迫田萌美
島の女アキ他－脇山尚美
※2015年4月18日から7月16日までの3ヶ月間、特別公演として2009年に初演で鶴姫役を務めた碓井涼子、同じく初演で初代・3代目龍神役を務めた丸山有子が出演した。
第11弾　坊っちゃん劇場10周年記念作品『お遍路さんどうぞ』
舞台は、お遍路の旅にいざなう四国各地の景色・名所が映し出されて、とあるお寺の境内から始まります。住職の快哉和尚は、信望が厚いがどうもいわくありげ。
それぞれの悩みを抱えてお遍路に出た若者たちが、掃除の手伝いもそこそこに、うっぷん晴らしの大騒ぎ。そこに現れる、写メには映らない不思議な4人。どうやら亡霊らしい。
幕末の動乱の中生きる場所を求めて彷徨った武士、明治時代の渡世人、紀州生まれの芸者、お見合い遍路の娘。いつの時代もみんな「生き抜きたい」と歩いた遍路、しかし思い残しは深く大きい。
亡霊たちとの出会いと語り合い、快哉和尚の教え、若者たちは初めてお遍路の大きな意味を感じ、「もう一度、自分の足と心を動かして！」と、野宿も覚悟で一番札所から出直す事に。
そして、歩き始めたかれらが、質屋で見つけた“花嫁衣裳”。「これはもしや！」若者たちの追及が始まる。一方、快哉和尚をつけねらう一人の男が現れ、てんやわんや。70年前の過去が見えてくる。
四国遍路で出会った、若者たちと亡霊たちの不思議で愉快な物語。
- 四国八十八箇所のお遍路が題材
- 作・作詞・演出/ジェームス三木
- 振付/尚すみれ
- 上演期間2016年1月23日～2017年1月9日
- キャスト

快哉和尚－中山城治
しのぶ－吉田葵
修験者－佐藤靖朗
骸骨－村中弘和
芸者－山口恵利佳
トメ女－アンドレとも
矢野－渡辺輝世美
青田－田中連太郎
千草－脇山尚美
白木－宇高海渡
葉子－服部杏奈
赤川－森山晶之
珍念－島田恵莉
※坊っちゃん劇場作品史上初めて初演から千穐楽までのキャスト交代がなかった。
※2016年9月2日～4日にレクザムホール、9月10日～11日に高知県民文化ホール、9月17日に丸亀市民会館、9月24日～25日に鳴門市文化会館にて四国巡礼公演が行われた。
第12弾　子規・漱石生誕150年記念作品『52days～愚陀仏庵、二人の文豪～』
現代／バッティング・センター「野球（のぼーる）」の経営者の長嶋は俳句が趣味の中年オヤジ。
経営不振のセンターだが若い女の子たちをバイトに雇った事で経営は改善の兆しを見せ始める。長嶋はバイト娘に『子規と漱石』が松山で同居していた時期がある…と語り出す。バイト娘たちは文豪の同居に興味を示す。
　明治28年／松山中学の英語教師、夏目漱石（金之助）の下宿先・愚陀佛庵に正岡子規（ノボサン）が訪ねて来る。大陸から帰国し体調を崩していた子規に金之助は「愚陀佛庵で静養すればいい」と進言し…二人の同居生活が始まる。子規は病を受け入れ、明るく俳句の革新を模索していた。人生の目標を見失っていた金之助も俳句を通じて「創作」の楽しみを知る。
　しかし神経質で几帳面な金之助と、グウタラで金銭感覚ゼロの子規、二人の同居がうまくゆく筈がない。そんなある日、大家の春子が漱石に見合い話を持って来る。優秀な英語教師を松山に留めさせる為の秘策だった。
　京芸者の小萬、大家のオマセな孫娘・頼江も巻き込んで大混乱の愚陀佛庵『52日間の騒動』をコミカルに、そしてハート・ウォーミングに描きます。
- 松山中学校の英語教師として赴任した夏目漱石の下宿である愚陀仏庵で正岡子規がともに生活を送った52日間が題材
- 作・演出/石田昌也（宝塚歌劇団）
- 音楽監督・作曲/玉麻尚一
- 振付/尚すみれ
- 方言指導/戒田節子
- 上演期間  2017年1月28日～2018年1月8日
- キャスト

正岡子規－岩渕敏司
夏目漱石－藤原大輔
長嶋貞治－治田敦→村上幸央→治田敦
久保猪之吉－中山城治
ベゴニア夫人(成人の頼江)－佐伯静香→森奈みはる→荒井香織
柳原極堂－森山晶之
小萬－山口恵利佳
春子－脇山尚美
頼江－松尾奈実
アンコ－松井愛(女優)→山下奈央子
キナコ－孝島佑香
モチコ－高橋真冬→長谷川ゆうり
※2017年9月27日、28日に新宿区立新宿文化センター大ホールにて初の東京公演が行われ、交代キャスト含む全キャストが出演した。
第13弾　『第九』アジア初演100周年記念作品『よろこびのうた』
この物語は、徳島県において、日本で初めてベートーヴェンの第九『歓喜の歌』が歌われた史実を元に、ドイツ人捕虜と日本人との交流、葛藤、対立、和解を描いた、現在（いま）に通じる愛と平和のエンターテイメントです。 第一次世界大戦中の徳島、『板東俘虜収容所』には、1000名近いドイツ兵俘虜が収容されていました。ドイツ軍楽隊の若い兵隊『ミハエル』は、老舗旅館の箱入り娘『明子』に一目惚れ。明子もまた西洋音楽を教わるうちに次第にミハエルに惹かれていきます。ところが明子の父、元軍人の『豪太郎』は二人の交際に大反対、明子の見合い話を強引に進め、二人の仲を裂こうとします。
やがて戦争は終わり、ミハエル達は祖国ドイツに帰ることになりました。ドイツ人たちは町の人々に感謝の思いを伝える為、最後の音楽会を開いて『歓喜の歌』を歌うことにします。その時、ミハエルと明子は……？
- 徳島県の坂東俘虜収容所でルートヴィヒ・ヴァン・ベートーヴェンの第九『歓喜の歌』が日本で初めて歌われたことから100年を記念した作品
- 作/羽原大介
- 演出/錦織一清
- 音楽監督・作曲/岸田敏志
- 上演期間 2018年1月28日～2018年12月16日
- キャスト

ミハエル(ドイツ人俘虜)－四宮貴久→小林遼介
明子(遍路宿の一人娘)－帆風成海→名取えりか
パウル・エンゲルス大尉－村上幸央
松江豊寿所長－小林遼介→中山城治
豪太郎(明子の父)－中村元紀
絵美子(明子の母)－脇山尚美
マイスナー上等兵－梶雅人
牧野－渡辺輝世美
きよ－小野佑子
五郎－瀧田和彦
六郎－長本批呂士→松村桜李
渦子－松尾奈実
潮子－佐藤朱莉→山下奈央子
※2018年10月20日、21日にあわぎんホール徳島県郷土文化会館にて徳島公演が、11月28日、29日江東区立ティアラこうとう大ホールで東京公演が行われた。
(再演)愛媛・ロシア オレンブルグ友好特別公演『誓いのコイン~ロシア兵をもてなした松山』
日露戦争時下の明治37年。人口約3万人だった愛媛県松山市には、戦場からのべ6千人ものロシア兵俘虜が送りこまれてきた。近代国家として成立して間もない日本は、戦時国際法「ハーグ陸戦条約」をかたくなに守るため、ロシア兵俘虜たちを手厚く保護した。同市街地には、ビリヤード場や靴屋、パン屋などロシア人町ができるほど好景気に沸き、国際化した。
俘虜たちの治療にあたった衛戍病院では献身的な看護が施され、市民は俘虜たちをもてなした。
目を負傷した俘虜のニコライは日本人を恨んでいたが、ロシア語が話せるサチや市民らの真心に触れ、閉ざした心を開いていく。松山では日露交流が芽生え、共同で新年会を行うまでに深まった。
ところが、戦局は激しさを増し、最終決戦へ突入。ロシア国内ではヒタヒタと革命が進行していた。時代が急旋回する中、サチとニコライは平和な未来を信じ、共に歩む将来を夢見るが・・・・・・
- 作・作詞/高橋知伽江
- 演出/栗城宏(わらび座)
- 振付/尚すみれ
- 編曲/玉麻尚一
- 上演期間 2019年1月1日～2019年3月24日、(南予公演)2019年3月30日
- キャスト

田島サチ－帆風成海
ニコライ－四宮貴久※2011年版と同キャスト
婦長 高杉トシ－森奈みはる(特別出演)
レオーノフ－田代久雄
石浦宗介大尉－水野栄治
田島ミチ－中野祥子
アンドレイ－佐藤靖朗※2011年版と同キャスト
ピョートル－岩渕敏司(渡辺輝世美が演じる予定だったが怪我のため公演前に降板)
セルゲイ－宇高海渡※2011年版にも出演、配役変更
ボリス－岡部雄馬
本条ヤエ－脇山尚美
浅岡マキ－保可南
石川ソノ－小林可奈
第14弾　ミュージカル『瀬戸内工進曲』
愛媛県新居浜市には、かつて世界でも有数の産出量を誇る鉱山がありました。
鉱山の責任者として煙害問題や植林事業に尽力した偉人・伊田清剛の息子・清吉は、由緒正しい伊田家の長男であるにもかかわらず、家を継ぐことを拒み、身分の違う女中に恋をし、作家になる夢を追って東京に家出します。あえなく夢破れ大阪の実家に帰った清吉は、何とか家族や恋する女中に『一人前の男』として認められたいと思い、父清剛と共に煙害問題で揺れる新居浜に向かいます。
新居浜に着いた清吉は、煙害に苦しむ農民、一筋縄ではいかない現場職員らと接する清剛の背中を見つめるうちに、単に頑固な仕事人間だと思い込んでいた父が、実は家族や会社、地域で暮らす人々、日本の将来まで見据えて行動する偉大な男であったことを思い知ります。
果たして清吉は『一人前の男』になれるのか、そして清吉と女中の恋の行方は……！？
- 別子銅山の煙害問題解決に取り組んだ伊庭貞剛が題材
- 作/羽原大介
- 演出/錦織一清
- 音楽監督・作曲/岸田敏志
- 殺陣/大岩主弥
- 上演期間 2019年4月14日～2020年3月2日(本来であれば15日が千穐楽の予定であったが2019新型コロナウイルスの影響により前倒しになった。)
- キャスト

伊田清吉－田中隆雅→杉山圭一(俳優)
イモ－吉田葵→関谷春子
伊田清剛－中村元紀
百合子－脇山尚美
広野－田代久雄
老婆－井上珠美
寛二－塚越ピカル
新三－宇高海渡
塩見－梶雅人
青年－和田一詩
大久保－渡辺輝世美
ヤエ－皆川良美→小野佑子→皆川良美
タケ－今澤汐音→高橋真冬
第15弾　ミュージカル『~おかやま桃太郎伝説~鬼の鎮魂歌(レクイエム)』
はるか昔、この国がまだ統一される前、
現在の岡山の地には、当時一大勢力を誇った「吉備の国」が存在し、
「温羅(うら)」という「鬼」が治めていると言われていた。
「大和の国の桃太郎」は、帝の命を受け吉備の民を苦しめる鬼退治に向かう。
ところが、吉備に着いてみると鬼などおらず、温羅は特殊な製鉄技術を持つ好男子だった。
温羅ははるか遠く百済の国から、戦火を逃れ仲間とともに吉備に流れ着いたのだと知る。
温羅と仲良くなった桃太郎は、「帝の命」と「友情」の間で激しく葛藤する。
果たして桃太郎は、親友となった温羅を討つのか、それとも守るのか……⁉
- 岡山県の桃太郎伝説が題材
- 作/羽原大介
- 演出/錦織一清
- 音楽監督・作曲/岸田敏志
- 殺陣/大岩主弥
- 上演期間 2020年6月7日～2021年8月15日(当初4月11日に初日を迎える予定だったが、新型コロナウイルスによる緊急事態宣言のため5月9日に延期、しかし緊急事態宣言が5月末に延長されたことで再延期されたが、緊急事態宣言の解除によって日程が決定。そして、12月8日に2021年8月中旬までの公演延長が発表された。[8])
- 2月3日～2月6日まで天王洲銀河劇場にて「鬼の鎮魂歌Ⅱ」が上演。一部Wキャストに加え、アンサンブルも追加された。DVDの発売も決定。
- キャスト

温羅/博士－松之木天辺→神敏将→四宮貴久→宮川智之(Ⅱでは神、四宮のWキャスト。)
桃太郎－南里双六(長本批呂士より改名)→今村洋一(Ⅱでは今村が演じた。)
桃子－泉鮎子→関根麻帆→泉鮎子(Ⅱでは泉、関根のWキャスト。)
帝－岡智(Ⅱでも岡が演じた。)
百代－脇山尚美→井上珠美(Ⅱでは脇山、井上のWキャスト。)
聖羅/松山－佐藤朱莉(Ⅱでも佐藤が演じた。)
イヌ－岩渕敏司→ピ・ピカル(塚越ピカルより改名)(Ⅱでは塚越光(ピ・ピカルより改名)が演じた。)
トースポ－森田祐吏※→大岩主弥→浦宗航→大岩主弥(Ⅱでは森田、浦宗のWキャスト)
ジョンミン－梶雅人(Ⅱでも梶が演じた。)
イル－渡辺輝世美(怪我のため緊急降板)→大岩主弥(本作の殺陣も担当、急遽配役が変更された。)※→金重陽平→植木達也(Ⅱでは植木が演じた。)
トリ－原田有里(Ⅱでも原田が演じた。)
サル－中里裕美(Ⅱでも中里が演じた。)
ポチ－原真礼→福満美帆→原真礼(Ⅱでは原、福満のWキャスト)
アンサンブル(東京公演のみ)－黒田智紀、幾瀬葉月、永妻倫、岡﨑桃子＋Wキャストの一部
※本来であれば、10月12日で南里、森田、原が千秋楽を迎え、今村、大岩、福満が10月14日からそれぞれ入れ替わり本番を迎える予定だったが、怪我によって激しい動きが出来なくなった渡辺が急遽降板することになり、渡辺の役を大岩が演じることに。そのため、森田が急遽12月7日まで続投することになった。
第16弾　ミュージカル『ジョンマイラブ-ジョン万次郎と鉄の7年-』
ペリー来航で騒然としている幕末の江戸、剣術道場の娘、鉄に縁談がもちあがる。
剣術が達者で男勝りな鉄は大暴れしてそれを拒む。
縁談の相手は、幕府の重鎮・江川太郎左衛門が最も目をかけているジョン万次郎。
ジョンは元は土佐の貧しい漁民であったが、漂流の末、アメリカに渡り、
高等な教育を受けて帰国、開国の波が押し寄せる日本の将来を託されていた。
渋々お見合いすることになった鉄は、
男女問わず個人の意見を尊重するジョンに次第に惹かれていき、結婚を決意する。
開国を巡り激流に揉まれる日本が、自由と平等の国になることを夢見て奔走するジョンと、
それを支える鉄の、涙と笑い、そして愛の冒険物語
- 「ジョン万次郎」と剣術道場の娘である「鉄」の恋の物語。
- 坊っちゃん劇場初の試みとして、AKB48チーム8のメンバー9人が交代で主演の「鉄」を演じた。また、全体を3期に分け、各期でキャスト変更や配役変更が行われた。後に、2023年3月までの公演延長と第5期まで交代があることが発表された。

- 作・作詞・演出：横内謙介
- 作曲・音楽監督：深沢桂子
- 振付・ステージング：ラッキィ池田、彩木エリ
- 美術：金井勇一郎
- 照明：塚本悟
- 衣裳プラン：富永美夏
- 衣裳マネジメント：とわづくり
- ヘアメイク：馮啓孝
- 小道具：岩辺健二
- 殺陣：大岩主弥
- 編曲：会田敏樹
- 音響効果：勝間田雅幸
- 歌唱指導：カサノボー晃、古川恭子
- 英語作詞・セリフ協力：鈴木優美
- 土佐弁考証：門脇幸
- 英語考証：ロウリンダ
- ラップ作詞協力：ＭＣ秀星
- 演出助手：鈴木里沙
- 舞台監督：石井忍
- 宣伝美術：吉野修平
- キャラクターイラスト：frOgg
- 企画制作：坊っちゃん劇場
- 上演期間 2021年9月2日 〜 2023年3月12日（うち2023年1月26日〜29日まで池袋サンシャイン劇場にて東京公演）[10]

- キャスト

鉄－髙橋彩香/濵咲友菜/横山結衣（1期トリプル）
→高岡薫/髙橋彩音/服部有菜（2期トリプル）
→歌田初夏/川原美咲/平野ひかる（休演）/高岡薫（代演）（3期トリプル）
→高岡薫/吉田華恋/髙橋彩香（4期トリプル）
→川原美咲/高岡薫（5期トリプル/東京公演）/吉田華恋（5期トリプル）/下尾みう（東京公演のみ）
ジョン万次郎－天野翔太(1)→村井成仁(2)→小原悠輝(3〜4途中)→挽田悠誠(4途中〜4最終)→加藤良輔(5〜5途中・東京公演)→小原悠輝(5途中〜5最終)
おクニ－五十嵐可絵(1)→井上珠美(2)→五十嵐可絵(3)→井上珠美(4)→五十嵐可絵(5・東京公演)
江川太郎左衛門－佐藤靖朗(1〜2)→柳瀬亮輔(3)→佐藤靖朗(4〜5・東京公演)
団野源之進－梶雅人(1〜5・東京公演)
菊野－小熊綸(1)→詩織(女優)(2〜3)→井手口帆夏(4〜5)/高岡薫/川原美咲(ともに東京公演のみ)
熊次郎－林直也(1〜3)→小宮明日翔(4〜5・東京公演)
慶太郎－髙取生(1)→竹迫祐貴(2〜3)→小田島新(4〜5・東京公演)
ブヨウ－翔大(1〜5)
福沢諭吉－神田青(1)→天野翔太(2〜3)→挽田悠誠(4〜4途中)→上ノ町優仁(4途中〜4最終)→挽田悠誠(5・東京公演)
竹蔵－湯本貴大(1〜3)→中村真朋(4〜5・東京公演)
篠崎鷹之丞－今村航(1〜4途中)/大岩主弥(2途中/2022年2月9日～2月14日)※今村の新型コロナウイルス感染による代演→松原海児(4途中〜4最終)→三好大貴(5・東京公演)
Toon Academy of Dramatic Arts　
門弟・下男 他－林智和(1)→髙島佑太(2〜3)→山内信人(4〜5・東京公演)
門弟・下男 他－黒田智紀(1〜2)→唐木翼弥(3)→宮瀬隼(4〜5・東京公演)
女中 他－幾瀬葉月(1〜3)→大場千聡(4〜5・東京公演)
女中 他－永妻倫(1)→岡﨑桃子(2)→永妻倫(3)→伊藤碧(4〜5・東京公演)

第17弾　ミュージカル『KANO 〜1931 甲子園まで2000キロ〜』
1930年、かつて松山商業を６度の甲子園出場に導いた名将・近藤兵太郎は、
日本統治下の台湾で嘉義農林学校の野球部監督に就任する。
嘉農野球部は、漢人、原住民族、日本人の三民族混成チーム。
それぞれ家庭の事情や青春の悩みを抱えながら、「みんなで甲子園に行こう」を合言葉に猛練習に励む。
当初は監督就任を快く思っていなかった近藤の妻や娘も、
熱血指導する兵太郎、民族の垣根を越えて友情をはぐくみ、
只ひたすらに甲子園出場を夢見て頑張る選手達と接するうちに嘉農野球部の応援団となって行く。
一方、選手の親たちは、「球遊びより野良仕事を手伝え」と練習を妨害し、選手らの足かせとなる。
やがて始まった全島大会、嘉農は次々と台北の強豪校を破り、遂に甲子園への切符を手にする。
甲子園初出場の無名校は本大会でも快進撃、なんと台湾代表校が甲子園大会の決勝戦まで勝ち進んでしまった。
1931年、夏の甲子園大会決勝戦―――。
最後の決戦を前に、兵太郎は選手たちにずっと言えずにいた意外な真実を告げる。
果たして、兵太郎が嘉農野球部の監督を引き受けた本当の理由とは？
部活動に批判的だった親たちが取った意外な行動とは？
恋と青春の全てを賭けた決勝戦の行方は？

運命のプレイボールが今、聞こえる！

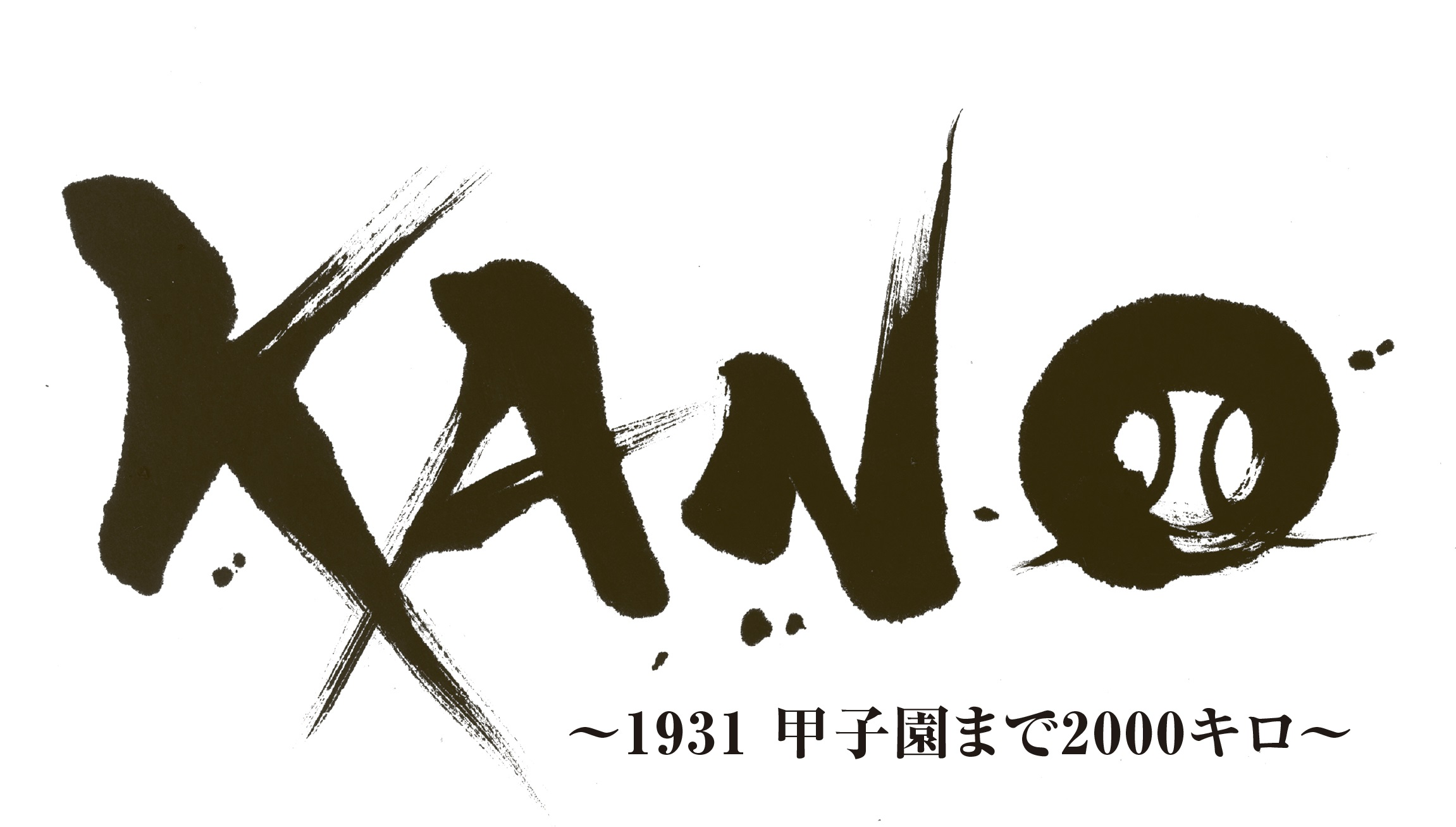

- 松山商業の監督を務めた近藤兵太郎が日本統治下の台湾で嘉義農林学校野球部（中国語版）を夏の甲子園大会に導く物語。
- 脚本：羽原大介
- 演出：錦織一清（2期終了後より、公式サイトから削除）
- 音楽監督・作詞・作曲：岸田敏志
- 振付・ステージング：神在ひろみ
- 装置：土屋茂昭
- 照明：高山晴彦
- 衣装：とわづくり
- 衣装プラン：桃木春香
- ヘアメイクプラン：馮啓孝
- ヘアメイク：小宮英子
- 小道具：岩辺健二
- 音響・効果：勝間田雅幸
- 脚本協力：入江おろぱ
- 編曲：稲田しんたろう
- ギター：荒木博司
- 歌唱指導 : 西野誠
- 日本舞踊指導 : 泉鮎子
- 三味線指導 : 堀尾泰磨
- プラカード文字揮毫 : 藤岡抱玉
- 演出補：大杉良
- 舞台監督：辻内達也
- 墨絵・題字：茂本ヒデキチ
- 上演期間 2023年4月1日 ～ 2025年3月15日[注 1]　(うち2023年8月4日〜8月15日までは台湾スペシャルステージ[12]が、2024年10月19日、20日は台湾公演が、10月25日〜11月3日は凱旋公演が日台混成キャストによって行われる。)

- キャスト

近藤兵太郎－神敏将(第1期)→大浦龍宇一(台湾スペシャル)→岩渕敏司(第2期)→小西のりゆき(第3期)→縄田晋(第4期/台湾公演・凱旋公演)
加代子－脇山尚美(1〜4/台湾スペシャル・台湾・凱旋)
花子－石井礼美(1)→陳希瑀(台湾スペシャル)→安田早希(2)→出津玲奈(3〜4途中)→陳希瑀(台湾公演・凱旋公演)→出津玲奈(4)
林明訓－小宮明日翔(1)→鍾政均(台湾スペシャル)→小宮明日翔(2)→若林佑太(3)→桐木健輔(4途中)→鍾政均(台湾公演・凱旋公演)→桐木健輔(4途中)→若林佑太（4途中〜4）
ラチャイ－近藤貴郁(1〜2)→上西郷太(3〜・台湾公演・凱旋公演)→近藤貴郁（4途中）
伊達寅男－飯山湧一郎(1〜4・台湾スペシャル・台湾公演・凱旋公演)
周大成－黒田智紀(1〜2・台湾スペシャル)→鎌田武蔵(3)→小池慈規(4・台湾公演・凱旋公演)
林明誠－梶雅人(1〜4・台湾スペシャル・台湾公演・凱旋公演)
サンミ－佐藤朱莉(1)→江明娟(台湾スペシャル)→佐藤朱莉(2)→江村美咲(3〜4途中)→江明娟(台湾公演・凱旋公演)→江村美咲(4途中)
浜岡－渡辺輝世美(1〜4・台湾スペシャル・台湾公演・凱旋公演)
伊達 辰男・村長－岡智(1〜4・台湾スペシャル・台湾公演・凱旋公演)/村中弘和(2途中/2024年2月21日〜3月18日)/渡辺輝世美（4途中/2025年3月2日〜3月12日）※村中・渡辺はともに岡の体調不良による代演
農民 他－山内信人(1〜4)、音海優那(1〜4)、吉田ひかり(3〜4)、出津玲奈(台湾公演・凱旋公演)
選手 他－小池慈規(1〜3)、鎌田武蔵(1〜2)、赤井智哉(4)、佐藤朱莉(台湾スペシャル)、江村美咲(台湾公演・凱旋公演)
ラジオ実況中継アナウンサー－田中和彦（南海放送）
第18段『新・鶴姫伝説』
坊っちゃん劇場の歴代の作品でも人気がある「鶴姫伝説」を新たな視点で描く。
脚本：高橋知伽江　　
演出 ：深作健太
作曲・音楽監督 ：深沢桂子
振付：尚すみれ
美術：土屋茂昭  
編曲：玉麻尚一
照明：倉本恭史
衣裳：武田園子
衣裳製作：渡部萌、梅津佳織
ヘアメイクプラン：馮啓孝
ヘアメイク：小宮英子
小道具：岩辺健二
音響効果：勝間田雅幸
歌唱指導：YUKA
殺陣：市瀬秀和
演出助手：佐藤朱莉
振付助手：横山佳奈子
舞台監督：後藤恭徳
ポスター原画：陣内兄助
イメージ協力：中島千波「清樹大楠」
上演期間　2025 年4 月29日～ 2026 年3 月まで（予定）

キャスト
鶴姫−小多桜子
クロタカ−小原悠輝
カモメ−江村美咲
ウミワシ−執行拓真
龍神−森加織
妙林−脇山尚美
大祝安舎−小池慈規
大祝安房−田中悠貴
大内義隆−渡辺輝世美
陶晴賢−梶雅人
座長−佐藤朱莉
アキ−青山月乃
ナツ−音海優那
宗昭−守敦也
光茂−田口大夢

## アウトリーチ事業部
愛媛に舞台芸術文化を花開かせるために、2013年8月から活動。元劇場出演者も複数名在籍していた。オリジナルミュージカルを上演のほか、児童文学作家の作品・人権劇・愛媛の偉人や民話などの朗読劇もおこなう。

メンバー
- 中村茂昭（劇場出演なし。2020年4月より、南海放送ラジオ「TIPS」水曜プレゼンターを担当）
- 斉藤かおる（劇場出演なし）
- 新名真裕美（劇場出演なし）

上演作品
- ミュージカル『しんみんさん』
- ミュージカル『二宮忠八物語』
- ミュージカル『ナザ』
- ファミリーミュージカル『ミンナ愛顔』
- ミュージカル『三浦保の夢　～愛は愛を生み　信は信を生む～』